# Дора Рипарија
Дора Рипарија (итал. Dora Riparia, лат. Duria minor) је италијанско-француска река и лева притока реке По у Италији. Извире испод Котијских Алпа у близини превоја Кол де Монженевр у француском департману Горњи Алпи као Пикола Дора (Piccola Dora). Укупна дужина тока је 125 km, а површина слива је 1.231 km².
Улива се у По у граду Торину (Италија). Управо на њеном ушћу је основано древно римско насеље које је прерасло у данашњи Торино. Од тада њене воде су се користиле за наводњавање, за пиће и за покретање воденица.